# 柯里敘利亞
柯里敘利亞（Coele-Syria, Coele Syria, Coelesyria），字面的意思是敘利亞山谷，是塞琉古王朝與托勒密王朝爭奪的南敍利亞地區。嚴格來說，即是黎巴嫩的貝卡谷地，但亦經常用作代表包括猶太的整個南Nahr al-Kabir河地區。

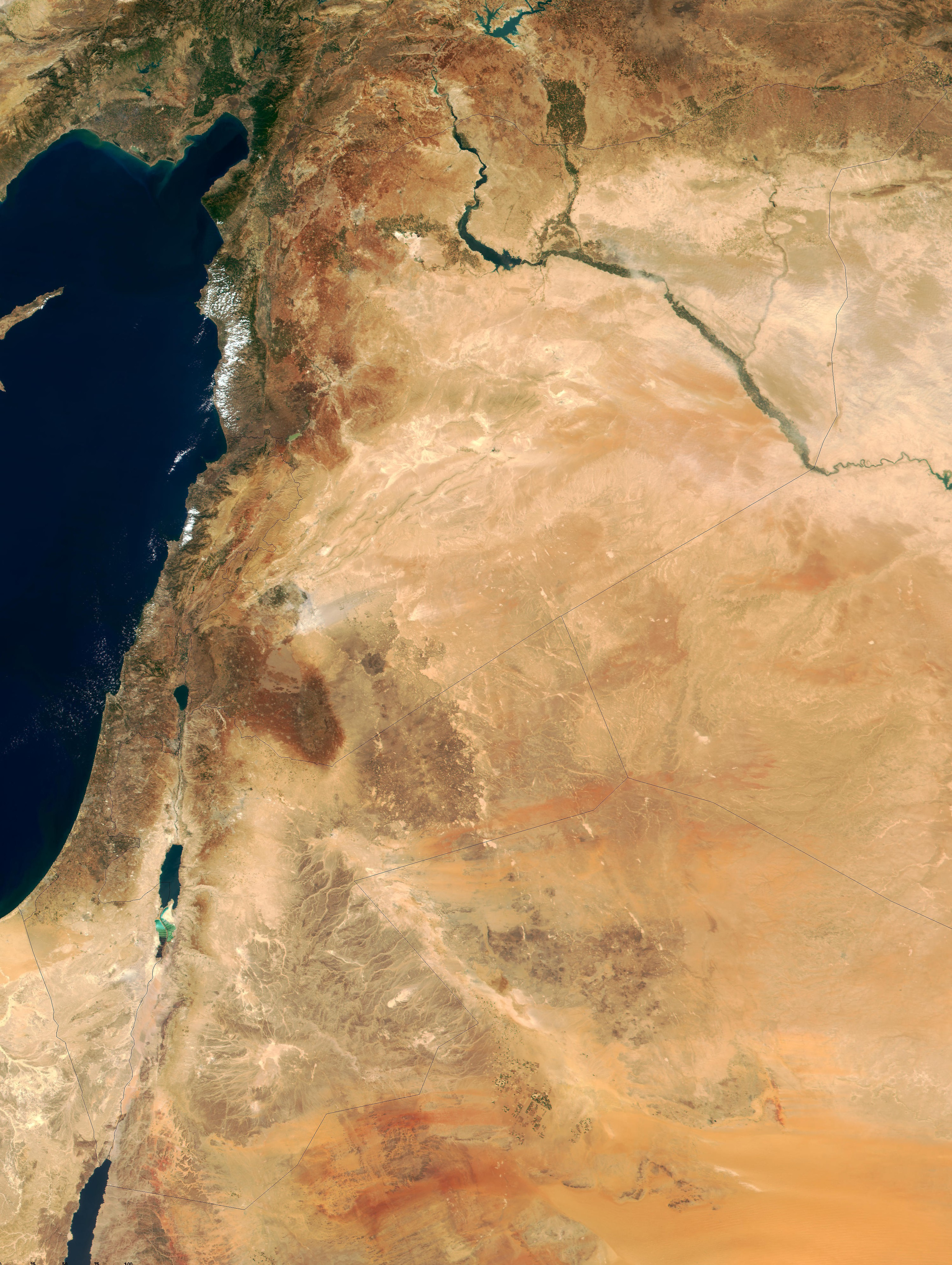
柯里敘利亞

亞歷山大大帝的將領托勒密首先在前318年佔領柯里敘利亞。當托勒密在前313年加入對抗安提柯的陣營時，他因歐邁尼斯來襲迅速撤出柯里敘利亞。托勒密於前312年在加薩戰役擊敗安提柯的兒子德米特後，托勒密再次佔據柯里敘利亞。雖然數月後他因旗下將領被德米特里打敗，托勒密再次撤出柯里敍利亞，安提柯武力進入並全面佔據敘利亞，但卻讓塞琉古得以粉碎巴比倫尼亞並對之穩固地控制著。前302年，托勒密加入新聯盟對抗安提柯及再次佔據柯里敘利亞，但在收到一個安提柯戰勝的假消息後，他馬上又撤退了，直至安提柯在前301年伊普蘇斯戰役被殺後才返回柯里敘利亞。雖然從以往戰績來說，托勒密似乎不大願意為保衛柯里敘利亞而戰，但塞琉古仍默許讓他佔領，也許因為塞琉古記得托密勒是如何幫助他取回巴比倫尼亞，或因為準備還未充裕。後來的塞琉古國王對此卻不太明白，導致托勒密王國與塞琉古帝國之間一世紀之久的敘利亞戰爭。